# 旭日大綬章
旭日大綬章（きょくじつだいじゅしょう、英: Grand Cordon of the Order of the Rising Sun）は、日本の勲章の一つ。2003年（平成15年）の栄典制度改革以前の勲一等旭日大綬章に同じ。

## 概要
旭日大綬章は、1875年（明治8年）4月10日、「賞牌従軍牌ヲ定ム」（明治8年太政官布告第54号、現件名・勲章制定ノ件。）により制定された。これが現在の旭日章の基になったもので、明治政府が制定した最初の勲章である。
勲章のデザインは、日章を中心に八角の光線（旭光）を二重に配したもの。鈕（ちゅう）には桐の花葉を用いている。綬は、織地白色、双線紅色。旭日大綬章は旭日章の最高位で、2003年（平成15年）の栄典制度改革以前の勲一等旭日大綬章に相当する。他の旭日章との意匠の違いは、大綬章の副章のみが二重の旭日（重光章の正章も同一の意匠で二重の旭日ではある）、他の章は一重になっていることである。
「勲章制定ノ件」には、「国家又ハ公共ニ対シ勲績アル者ニ之ヲ賜フ 」（2条1項）と定められている。「勲章の授与基準」（平成15年5月20日閣議決定）には、旭日章は「社会の様々な分野における功績の内容に着目し、顕著な功績を挙げた者を表彰する場合に授与する」ものとし、「功績内容の重要性及び影響の大きさ、その者の果たした責任の大きさ等について評価を行い、特に高く評価される功績を挙げた者に対しては旭日重光章以上」を授与することと定めた。また、「内閣総理大臣、衆議院議長、参議院議長又は最高裁判所長官の職にあって顕著な功績を挙げた者」については授与する勲章の標準を旭日大綬章とし、「国務大臣、内閣官房副長官、副大臣、衆議院副議長、参議院副議長又は最高裁判所判事の職（これらに準ずる職を含む）にあって顕著な功績を挙げた者」については旭日重光章を標準とすると定めた。実際の旭日大綬章受章者には上記の官職にあった者の他、野党の党首経験者、都道府県知事を永年務めた者、国内外の大企業の社長、日本医師会会長、日本労働組合総連合会会長、日本経済団体連合会会長などがいる。国会議員経験者に関しては、国務大臣経験者はおおむね旭日大綬章を授与され、国務大臣未経験者は旭日重光章・旭日中綬章を授与される。しかし近年は、大臣経験者でも国会議員としての在任期間が短い者には旭日重光章止まりであったり、大臣未経験者でも国会議員としての在任期間が長い者に旭日大綬章を授与されるケースがある。
創設当初から栄典制度改革（2003年（平成15年））まで、旭日章は男性のみに授与され、女性には授与されなかった。そのため、同年11月3日に授与された元文部大臣の赤松良子、元国土交通大臣の林寛子（扇千景）が、女性初の旭日大綬章の受章者となる。
著名な外国人受章者としては、ファイザー会長のヘンリー・マッキンネル（2006年（平成18年）11月7日受章）、元ベトナム社会主義共和国首相のファン・ヴァン・カイ（2006年（平成18年）11月3日受章）、環境保護活動家・元ケニア環境副大臣でノーベル平和賞受賞者のワンガリ・マータイ（2009年（平成21年）4月29日受章）、アメリカの政治家であるデニス・ハスタート（2010年（平成22年）4月29日受章）、リチャード・アーミテージ、ドナルド・ラムズフェルド（2015年（平成27年）11月3日受章）、アメリカ・マイクロソフト共同創業者のビル・ゲイツ（2020年（令和2年）4月29日受章）がいる。

## 受章者
主要官職については官報及び新聞記事に掲載されているもののみを準用した。春秋叙勲については外国人受章者を含む（「外国人」と表記）。名前後ろの※印は死亡叙勲。

### 平成時代
| 受章年             | 月日     | 氏名（カッコ内は主な役職・在職当時） |
| ------------------ | -------- | --- |
| 2003年（平成15年） | 11月3日  | - 赤松良子（文部大臣） - 奥井功（積水ハウス会長） - 辻義文（日産自動車社長） - 續訓弘（総務庁長官） - 虎島和夫（防衛庁長官） - 林寛子（「扇千景」、国土交通大臣） - 牧野隆守（労働大臣） - 本岡昭次（参議院副議長） - 山田圭蔵（北陸電力会長） |
| 2004年（平成16年） | 1月28日  | - 池田行彦（外務大臣）※ |
| 2004年（平成16年） | 4月25日  | - 三塚博（大蔵大臣）※ |
| 2004年（平成16年） | 4月29日  | - 柿澤弘治（外務大臣） - 河合伸一（最高裁判所判事） - 近藤耕三（四国電力会長） - 千種秀夫（最高裁判所判事） - 平林鴻三（郵政大臣） - 平松守彦（大分県知事） - 松形祐堯（宮崎県知事） - 室伏稔（伊藤忠商事会長） |
| 2004年（平成16年） | 11月3日  | - 明石康（国際連合事務次長） - 有馬朗人（文部大臣） - 井嶋一友（最高裁判所判事） - 大國昌彦（王子製紙会長） - 大出峻郎（最高裁判所判事） - 大野茂（九州電力会長） - 栗田幸雄（福井県知事） - 清水仁（東京急行電鉄会長） - 武村正義（大蔵大臣） - 土井定包（大和証券会長） - 長尾立子（法務大臣） - 野沢太三（法務大臣） - カセー・チャナオン（タイ外務大臣、外国人） |
| 2005年（平成17年） | 4月29日  | - 奥田昌道（最高裁判所判事） - 八島俊章（東北電力会長） |
| 2005年（平成17年） | 11月3日  | - 芦田甚之助（連合会長） - 安西邦夫（東京ガス会長） - 中沖豊（富山県知事） - 中村正三郎（法務大臣） - 深澤武久（最高裁判所判事） - 藤井正雄（最高裁判所判事） - 槙原稔（三菱商事会長） - 森田一（運輸大臣） - ミヒャエル・ロゴフスキー（ドイツ産業連盟会長、外国人） - ドゥマーギーン・ソドノム（モンゴル大蔵大臣、外国人） |
| 2006年（平成18年） | 4月29日  | - 大石千八（郵政大臣） - 梶原拓（岐阜県知事） - 亀山継夫（最高裁判所判事） - 北川弘治（最高裁判所判事） - 中島衛（科学技術庁長官） - 古川貞二郎（内閣官房副長官） - ジェームズ・ウォルフェンソン（世界銀行総裁、外国人） - ジョン・ホワイトヘッド（駐日英国大使、外国人） - エティエンヌ・ダヴィニヨン（欧州委員会副委員長、外国人） - ダニエル・ヤンセン（ベルギー経団連会長、外国人） |
| 2006年（平成18年） | 5月10日  | - 松野頼三（防衛庁長官）※ |
| 2006年（平成18年） | 5月12日  | - 亀井善之（農林水産大臣）※ |
| 2006年（平成18年） | 11月3日  | - 梶谷玄（最高裁判所判事） - キャロル・ベラミー（国際連合児童基金事務局長、外国人） - エンリケ・V・イグレシアス（米州開発銀行総裁、外国人） - ゴフ・ホイットラム（オーストラリア首相、外国人） - マルコム・フレーザー（オーストラリア首相、外国人） - ドナルド・ジョンストン（OECD事務局長、外国人） - ヘンリー・A・マッキンネル・ジュニア（ファイザーCEO、外国人） - ファン・ヴァン・カイ（ベトナム首相、外国人） |
| 2006年（平成18年） | 12月13日 | - 永山武臣（松竹会長）※ |
| 2007年（平成19年） | 4月29日  | - 大島宏彦（中日新聞社社長） - 貝原俊民（兵庫県知事） - 金谷利広（最高裁判所判事） - 平松一朗（京急電鉄社長） - 福田博（最高裁判所判事） - 山口信夫（日本商工会議所会頭） - ジョン・ボイド（駐日英国大使、外国人） - ノーマン・ミネタ（アメリカ運輸長官、外国人） |
| 2007年（平成19年） | 11月3日  | - 沓掛哲男（国家公安委員長） - 桜井新（環境庁長官） - 清水嘉与子（環境庁長官） - 澄田信義（島根県知事） - 竹山裕（科学技術庁長官） - 濱田邦夫（最高裁判所判事） - 前島英三郎（「八代英太」、郵政大臣） - 宮原賢次（住友商事会長） |
| 2008年（平成20年） | 4月29日  | - 生田正治（日本郵政公社総裁） - 石井道子（環境庁長官） - 小野清子（国家公安委員長） - 真鍋賢二（環境庁長官） |
| 2008年（平成20年） | 11月3日  | - 大西淳（四国電力会長） - 奥田碩（トヨタ自動車会長） - 滝井繁男（最高裁判所判事） - 渡邉恒雄（読売新聞グループ会長） |
| 2009年（平成21年） | 4月29日  | - 上田豊三（最高裁判所判事） - 柿本善也（奈良県知事） - 田代和（近鉄会長） - 角田義一（参議院副議長） - 成田豊（電通会長） - 的場順三（内閣官房副長官） - 鷲尾悦也（連合会長） - ランベルト・ディーニ（イタリア首相、外国人） |
| 2009年（平成21年） | 10月3日  | - 中川昭一（財務大臣）※ |
| 2009年（平成21年） | 11月3日  | - 臼井日出男（法務大臣） - 瓦力（建設大臣） - 才口千晴（最高裁判所判事） - 佐藤剛男（法務副大臣） - 張富士夫（トヨタ自動車会長） - 津島雄二（厚生大臣） - 津野修（内閣法制局長官） - 仲村正治（内閣府副大臣） - 野村明雄（大阪商工会議所会頭） - 箕浦宗吉（名古屋鉄道会長） - 森山眞弓（内閣官房長官） |
| 2010年（平成22年） | 4月29日  | - 愛知和男（防衛庁長官） - 遠藤武彦（農林水産大臣） - 尾身幸次（財務大臣） - 片田哲也（小松製作所社長） - 笹川堯（内閣府特命担当大臣） - 関谷勝嗣（建設大臣） - 鶴田卓彦（日本経済新聞社長） - 谷津義男（農林水産大臣） - 柳澤伯夫（厚生労働大臣） |
| 2010年（平成22年） | 11月3日  | - 泉信也（国家公安委員会委員長） - 泉徳治（最高裁判所判事） - 井上喜一（防災担当大臣） - 氏家齊一郎（日本テレビ会長） - 児島仁（NTT社長） - 田名部匡省（農林水産大臣） - 南野知惠子（法務大臣） - 廣中和歌子（環境庁長官） - 深谷隆司（通商産業大臣） - 松田岩夫（科学技術担当大臣） - 矢野絢也（公明党委員長） - 渡邉秀央（郵政大臣） |
| 2011年（平成23年） | 4月29日  | - 青山丘（文部科学副大臣） - 石川嘉延（静岡県知事） - 今井功（最高裁判所判事） - 中川了滋（最高裁判所判事） - 若林正俊（農林水産大臣） |
| 2011年（平成23年） | 6月4日   | - 笹森清（日本労働組合総連合会会長）※ |
| 2011年（平成23年） | 11月3日  | - 佐々木幹夫（三菱商事会長） - 藤田宙靖（最高裁判所判事） - 堀籠幸男（最高裁判所判事） |
| 2012年（平成24年） | 2月28日  | - フアン・カルロス・カプニャイ・チャベス（本邦駐箚ペルー共和国特命全権大使、外国人） |
| 2012年（平成24年） | 4月29日  | - 池口小太郎（「堺屋太一」、経済企画庁長官、作家） - 大橋洋治（全日空会長） - 島村宜伸（農林水産大臣） - 須田寬（JR東海会長） - ラタン・ナバル・タタ（タタ・グループ会長、外国人） - ジョン・メージャー（英国首相、外国人） - シャンムガム・ジャヤクマール（シンガポール副首相、外国人） - ジャック・ディウフ（国際連合食糧農業機関事務局長、外国人） - ファム・ザー・キエム（ベトナム副首相、外国人） |
| 2012年（平成24年） | 6月12日  | - フィリップ・ドゥ・ヘーア（駐日オランダ大使、外国人） - バートン・モンテギュー・フィールド（アメリカ第5空軍司令官、外国人） |
| 2012年（平成24年） | 9月16日  | - 樋口廣太郎（アサヒビール会長）※ |
| 2012年（平成24年） | 11月3日  | - 山﨑拓（建設大臣、防衛庁長官） - 甲斐中辰夫（最高裁判所判事） - ロマーノ・プローディ（イタリア首相、外国人） - アブデルマレク・ベンハビレス（駐日アルジェリア大使、外国人） |
| 2013年（平成25年） | 4月29日  | - 池坊保子（文部科学副大臣） - 植松治雄（日本医師会会長） - 大野功統（防衛庁長官） - 久間章生（防衛大臣） - 滝実（法務大臣） - 中馬弘毅（内閣府特命担当大臣） - 遠山敦子（文部科学大臣） - 中井洽（国家公安委員長） - 中野寛成（衆議院副議長） - 那須弘平（最高裁判所判事） - 羽佐間重彰（産経新聞会長） - 藤井裕久（財務大臣） - 前田勲男（法務大臣） - 宮川光治（最高裁判所判事） - 與謝野馨（財務大臣） - 吉田二郎（南海電鉄会長） |
| 2013年（平成25年） | 11月3日  | - 亀井久興（国土庁長官） - 小谷昌（京急電鉄会長） - 玉澤徳一郎（農林大臣） - 長勢甚遠（法務大臣） - 日枝久（フジテレビ会長） - 二橋正弘（内閣官房副長官） - 古田佑紀（最高裁判所判事） - 御手洗富士夫（キヤノン会長） - 宮津純一郎（NTT社長） - クラウス・シュワブ (スイスの経済学者、外国人) |
| 2014年（平成26年） | 2月13日  | - ジョン・ロックフェラー4世（アメリカ合衆国上院議員、外国人) |
| 2014年（平成26年） | 4月29日  | - 葛西敬之（JR東海会長） - 渡文明（JXホールディングス相談役） - 石井一（自治大臣） - 鹿野道彦（農林水産大臣） - 須藤正彦（最高裁判所判事） - 樋口武男（大和ハウス工業会長） |
| 2014年（平成26年） | 5月27日  | - ジョナサン・ウィリアム・グリナート（アメリカ海軍作戦部長、外国人） |
| 2014年（平成26年） | 9月19日  | - バイロン・レネ・エスコベド・メネンデス（駐日グアテマラ大使、外国人） |
| 2014年（平成26年） | 11月3日  | - 坂根正弘（小松製作所社長） - 竹内行夫（最高裁判所判事） - 田原睦夫（最高裁判所判事） - 二井関成（山口県知事） - 平田健二（参議院議長） - 安居祥策（帝人社長、会長） |
| 2014年（平成26年） | 11月18日 | - クロード・ヘレル・ルーアサン（駐日メキシコ大使、外国人） - ミゲル・アンヘル・ナバーロ・ポルテラ（駐日スペイン大使、外国人） |
| 2015年（平成27年） | 1月6日   | - タナーティップ・ウパティシン（駐日タイ大使、外国人） |
| 2015年（平成27年） | 1月23日  | - ニコラオス・ツァマドス（駐日ギリシャ大使、外国人） |
| 2015年（平成27年） | 4月29日  | - 石原愼太郎（東京都知事） - 漆間巌（警察庁長官） - 岡村正（日本商工会議所会頭） - 唐澤祥人（日本医師会会長） - 小平忠正（国家公安委員長） - 齊藤斗志二（防衛庁長官） - 庄山悦彦（日立製作所社長） - 高木剛（日本労働組合総連合会（連合）会長） - 保利耕輔（自治大臣） - 米倉弘昌（日本経済団体連合会（経団連）会長） |
| 2015年（平成27年） | 5月8日   | - マイケル・ソマレ（元パプアニューギニア首相、外国人） - ナンシー・ペロシ (下院少数党院内総務、外国人) |
| 2015年（平成27年） | 11月3日  | - 太田誠一（総務庁長官） - 清原武彦（産経新聞社会長） - 白川勝彦（自治大臣） - 細川律夫（厚生労働大臣） - 幕田圭一（東北電力会長） - 村田吉隆（国家公安委員長） - 横田尤孝（最高裁判所判事） - ドナルド・ラムズフェルド（アメリカ国防長官、外国人） - リチャード・アーミテージ（アメリカ国務副長官、外国人） - ブレント・スコウクロフト（アメリカ国家安全保障担当大統領補佐官、外国人） - サンディー・バーガー（アメリカ国家安全保障担当大統領補佐官、外国人） - ジェイムズ・A・ベイカー（アメリカ国務長官、外国人） - マリオ・モンティ（イタリア首相、外国人） - アフターブ・セット（駐日インド大使、外国人） - 柳明桓（駐日韓国大使、外国人） - ヤーノシュ・マルトニー（ハンガリー外相、外国人） - ジュンイチ・サイトウ（ブラジル空軍司令官、外国人） - ヘルマン・ファン・ロンパウ（欧州連合大統領、外国人） - ジャック・サンテール（ルクセンブルク首相、外国人） |
| 2016年（平成28年） | 4月29日  | - 上杉光弘（自治大臣・国家公安委員長） - 上條清文（東急電鉄社長） - 小島順彦（三菱商事会長） - 斉藤惇（東京証券取引所社長） - 自見庄三郎（郵政大臣） - 白木勇（最高裁判所判事） - 和田勇（積水ハウス会長兼CEO） - アビド・シャリホフ（アゼルバイジャン副首相、外国人） - ストローブ・タルボット（アメリカ国務副長官、外国人） - ジェローム・アイザック・フリードマン（マサチューセッツ工科大学名誉特別教授、外国人） - ユセフ・ユスフィ（アルジェリア外相、外国人） - ウンベルト・バッターニ（伊日財団会長、外国人） - トリニダ・ヒメネス・ガルシア・エレラ（スペイン外務・協力相、外国人） - モクウィツィ・マシシ（ボツワナ副大統領、外国人） |
| 2016年（平成28年） | 6月21日  | - 鳩山邦夫（法務大臣）※ |
| 2016年（平成28年） | 7月26日  | - マヌ・ヴィルタモ（駐日フィンランド大使、外国人） |
| 2016年（平成28年） | 9月9日   | - 加藤紘一（防衛庁長官、内閣官房長官）※ |
| 2016年（平成28年） | 9月13日  | - ゲオルゲ・コンスタンティノフ・ヴァシレフ（駐日ブルガリア大使、外国人） |
| 2016年（平成28年） | 10月4日  | - ディディエ・レンデルス（ベルギー王国副首相・外務・欧州問題大臣、外国人） |
| 2016年（平成28年） | 10月21日 | - 小坂憲次（文部科学大臣）※ |
| 2016年（平成28年） | 11月3日  | - 金築誠志（最高裁判所判事） - 北澤俊美（防衛大臣） - 輿石東（参議院副議長） - 直嶋正行（経済産業大臣） - 中川秀直（内閣官房長官） - 野間口有（三菱電機社長） - 前田武志（国土交通大臣） - ジョン・ヘイムリ（アメリカ国防副長官、外国人） - ジョン・ベイナー（アメリカ連邦下院議長、外国人） - カル・ジャヤスーリヤ（スリランカ国会議長、外国人） - 韓昇洲（韓国外務部長官、外国人） - セサール・エンリケ・アギナルド・ビラータ（フィリピン首相、外国人） - フランクリン・M・ドリロン（フィリピン上院議長、外国人） |
| 2016年（平成28年） | 12月18日 | - 森下洋一（松下電器産業（現パナソニック）社長）※ |
| 2017年（平成29年） | 4月29日  | - 岩沙弘道（三井不動産会長） - 氏家純一（野村證券社長） - 川口順子（外務大臣） - 熊谷直彦（三井物産社長） - 杉浦正健（法務大臣） - 平島治（大成建設会長） - ジョン・ローレンス・ドーラン（在日アメリカ軍司令官、外国人） - アシュワニ・クマール（インド法相、外国人） - サム・カハンバ・クテサ（ウガンダ・第69回国際連合総会議長、外国人） - シドニー・ブレナー（シンガポール・沖縄科学技術研究基盤整備機構理事長、外国人） - アミナ・C・モハメド（ケニア外務長官、外国人） - 孫京植（大韓商工会議所会長、外国人） - 鄭義和（韓国国会議長、外国人） |
| 2017年（平成29年） | 7月25日  | - 木村太郎（内閣総理大臣補佐官）※ |
| 2017年（平成29年） | 11月3日  | - 坂本剛二（経済産業副大臣） - 麻生渡（福岡県知事） - 斎藤勝利（第一生命ホールディングス会長） - 千葉勝美（最高裁判所判事） - 山浦善樹（最高裁判所判事） - ロバート・ゲーツ（アメリカ合衆国国防長官、外国人） - スティーヴン・ハドリー（アメリカ合衆国大統領補佐官、外国人） - アーネスト・モニツ（アメリカ合衆国エネルギー長官、外国人） - コンドリーザ・ライス（アメリカ合衆国国務長官、外国人） - マヌーチェフル・モッタキー（イラン外務大臣、外国人） - ウィリアム・ヘイグ（イギリス外務・英連邦大臣、外国人） - アンドリュー・ピーコック（オーストラリア連邦外務大臣、外国人） - キエット・チョン（カンボジア副首相、外国人） - ヘレン・クラーク（ニュージーランド首相、外国人） - ジャンマルク・エロー（フランス首相、外国人） - トゥンク・アハマド・リタウディン（マレーシア外相、外国人） - アルティス・パブリク（ラトビア副首相、外国人） - 頼浩敏（日本奨学金留学生聯誼会名誉理事長、外国人） |
| 2018年（平成30年） | 4月26日  | - ハリー・B・ハリス・ジュニア（アメリカ合衆国太平洋軍司令官、外国人） |
| 2018年（平成30年） | 4月29日  | - 石原邦夫（東京海上日動火災保険社長） - 石渡恒夫（京浜急行電鉄社長） - 伊藤公介（国土庁長官） - 大谷剛彦（最高裁判所判事） - 大畠章宏（国土交通大臣） - 金子一義（国土交通大臣） - 鎌田迪貞（九州電力社長） - 川端達夫（衆議院副議長、文部科学大臣） - 高村正彦（外務大臣、法務大臣） - 近衞忠煇（日本赤十字社社長） - 桜井龍子（最高裁判所判事） - 武部勤（農林水産大臣） - 丹羽雄哉（厚生労働大臣） - 藤井孝男（運輸大臣） - 保岡興治（法務大臣） - 和田紀夫（NTT社長） - マデレーン・オルブライト（アメリカ合衆国国務長官、外国人） - ロバート・フィリップス・コーカー・ジュニア（アメリカ合衆国上院外交委員長、外国人） - トーマス・J・ドナヒュー（アメリカ合衆国商工会議所会頭兼最高経営責任者、外国人） - ウィリアム・ジョセフ・バーンズ（アメリカ合衆国国務副長官、外国人） - ジョン・シドニー・マケイン3世（アメリカ合衆国上院軍事委員長、外国人） - グレアム・ホルブルック・フライ（イギリス駐日大使、外国人） - ハリド・A・ファリハ（サウジアラビアエネルギー産業鉱物資源相、外国人） - トゥイラエパ・サイレレ・マリエレガオイ（サモア首相、外国人） - イバン・ムルキッチ（セルビア外相、外国人） - 金鈗（韓日経済協会会長、外国人） - ジャン・クロード・トリシェ（フランス銀行名誉総裁、外国人） - ムサ・ヒタム（マレーシア首相兼内相、外国人） |
| 2018年（平成30年） | 7月21日  | - 松本龍（復興大臣）※ |
| 2018年（平成30年） | 10月11日 | - 仙谷由人（内閣官房長官、法務大臣）※ |
| 2018年（平成30年） | 11月3日  | - 大橋正春（最高裁判所判事） - 鈴木政二（内閣官房副長官） - 高木義明（文部科学大臣） - 千葉景子（法務大臣） - 平沼赳夫（経済産業大臣） - 渡辺捷昭（トヨタ自動車社長） - ウィリアム・コーエン（アメリカ合衆国国防長官、外国人） - ディック・チェイニー（アメリカ合衆国副大統領、外国人） - アンソニー・レイク（国際連合児童基金事務局長、外国人） - ヌレディヌ・ヤズィド・ゼルーニ（アルジェリア副首相、外国人） - デイヴィッド・ウォーレン（駐日イギリス大使、外国人） - タルバク・ナザロフ（タジキスタン外務大臣、外国人） - ピーター・ピオット（国際連合エイズ合同計画事務局長・国際連合事務次長、外国人） - タレブ・リファイ（世界観光機関事務局長、外国人） |
| 2018年（平成30年） | 11月11日 | - 園田博之（内閣官房副長官）※ |
| 2018年（平成30年） | 12月25日 | - 鴻池祥肇（防災担当大臣）※ |
| 2019年（平成31年） | 1月15日  | - ジェリー・ポール・マルティネス（在日アメリカ合衆国軍司令官・第五空軍司令官、外国人） |
| 2019年（平成31年） | 4月26日  | - ジョン・マイケル・リチャードソン（アメリカ合衆国海軍作戦部長、外国人） |

### 令和時代
| 受章年             | 月日     | 氏名（カッコ内は主な役職・在職当時） |
| ------------------ | -------- | --- |
| 2019年（令和元年） | 5月21日  | - 亀井靜香（運輸大臣、建設大臣） - 木内道祥（最高裁判所判事） - 木村惠司（三菱地所会長） - 木村康（JX日鉱日石エネルギー会長） - 笹川陽平（日本財団会長） - 數土文夫（JFEスチール社長） - 原恒雄（人事院総裁） - 山岡賢次（国家公安委員会委員長） - テレンス・J・オショネシー（アメリカ合衆国太平洋空軍司令官、外国人） - アシュトン・B・カーター（アメリカ合衆国国防長官、外国人） - ウィリアム・レイシー・スウィング（国際移住機関事務局長、外国人） - チャック・ヘーゲル（アメリカ合衆国国防長官、外国人） - ナビール・ファハミ（エジプト駐日大使、外務大臣、外国人） - ハイレマリアム・デサレン・ボシェ（エチオピア首相、外国人） - ハーリド・アル・アティーヤ（カタール外務大臣、外国人） - ノロドム・シリブット（カンボジア共同副首相、外国人） - メブリュト・チャブシオール（トルコ外務大臣、外国人） - ビリー・ゴッドフリード・クアルテイ（パラオ国務大臣、外国人） - エラディオ・ロイサガ・レスカノ（パラグアイ外務大臣、外国人） - サイド・ハミド・サイド・ジャアファー・ アルバー（マレーシア外務大臣、外国人） - ナーセル・ジュデ（ヨルダン副首相兼外務・移民大臣、外国人） - ソムディ・ドゥアンディ（ラオス副首相兼財務大臣、外国人） - ジョン・ポール・ホルドレン（アメリカ合衆国科学技術担当大統領補佐官、外国人） - マイケル・H・モスコウ（アメリカ合衆国通商代表部次席代表、外国人）                                                             |
| 2019年（令和元年） | 5月22日  | - アンヘラ・マリア・デ・ロウルデス・チャベス・ビエティ（グアテマラ在日特命全権大使、外国人） |
| 2019年（令和元年） | 7月2日   | - ニルス・マグヌス・ローバック（スウェーデン在日特命全権大使、外国人） - ロバート・ブルックス・ブラウン（アメリカ合衆国太平洋空軍司令官、外国人） |
| 2019年（令和元年） | 8月1日   | - 高須司登（中国電力代表取締役社長、中国経済連合会会長）※ |
| 2019年（令和元年） | 10月15日 | - バンサーン・ブンナーク（タイ在日駐箚特命全権大使、外国人） |
| 2019年（令和元年） | 10月26日 | - 吉田博美（国土交通大臣政務官、自由民主党参議院幹事長）※ |
| 2019年（令和元年） | 11月1日  | - ハンス・カール・フライヘア・フォン・ヴェアテルン（ドイツ在日特命全権大使、外国人） - リッテル・ノベル・ディアス・ゴメス（パナマ在日特命全権大使、外国人） |
| 2019年（令和元年） | 11月3日  | - 槍田松瑩（三井物産社長） - 岡本圀衞（日本生命保険相互会社社長） - 谷垣禎一（法務大臣、財務大臣） - 松尾新吾（九州電力社長） - 溝手顕正（国家公安委員長） - 柳本卓治（参議院憲法審査会長、衆議院法務委員長） - ロバート・ブレーク・ネラー（アメリカ合衆国海兵隊総司令官、外国人） - レオン・E・パネッタ（アメリカ合衆国国防長官、外国人） - アロイゼ・ペテルレ（スロベニア首相、外国人） - イブラヒム・マヤキ（ニジェール首相、外国人） - ルーベンス・リクペロ（国際連合貿易開発会議事務局長、外国人） - エルベ・ラドスース（国際連合平和維持活動局長、外国人） - ジャン＝イヴ・ル・ドリアン（フランス外務大臣、外国人） - パンカム・ヴィパヴァン（ラオス国家副主席、外国人） |
| 2019年（令和元年） | 12月19日 | - 望月義夫（環境大臣）※ |
| 2020年（令和2年）  | 4月29日  | - 榊原定征（東レ社長、日本経済団体連合会会長） - 岡部喜代子（最高裁判所判事） - 鬼丸かおる（最高裁判所判事） - 荻田伍（アサヒグループホールディングス会長） - 竹歳誠（内閣官房副長官） - 常盤百樹（四国電力社長） - ウィリアム・ヘンリー・ゲイツ三世（「ビル・ゲイツ」、アメリカマイクロソフト共同創業者・会長、外国人） - ラム・チャンドラ・ポーデル（ネパール平和・再構築大臣、外国人） |
| 2020年（令和2年）  | 5月19日  | - 松田昌士（東日本旅客鉄道社長）※ |
| 2020年（令和2年）  | 9月8日   | - フーベルト・ハイッス（オーストリア在日特命全権大使、外国人） - ローラン・ピック（フランス在日特命全権大使、外国人） - ジョセフ・チェノットゥ（駐日教皇大使、大司教、外国人）※ |
| 2020年（令和2年）  | 11月3日  | - 内山田竹志（トヨタ自動車会長） - 瀧野欣彌（内閣官房副長官） - 仲井眞弘多（沖縄県知事） - 中村邦夫（松下電器産業社長） - 山崎敏充（最高裁判所判事） - 山本庸幸（最高裁判所判事） - チャック・グラスリー（アメリカ合衆国連邦上院財政委員長、外国人） - ジョセフ・F・ダンフォード・ジュニア（アメリカ合衆国統合参謀本部議長、外国人） - マイケル・レイク（英国産業連盟会長、外国人） - ムハンマド・ビン・サーレフ・サダ（カタールエネルギー工業相、外国人） - ラメシュ・ナート・パンデ（ネパール外相、外国人） - ターヘル・マスリー（ヨルダン首相、外国人） - ジャンクロード・ユンケル（欧州委員会委員長、外国人） |
| 2020年（令和2年）  | 11月10日 | - エクトル・パウリーノ・ドミンゲス・ロドリゲス（ドミニカ共和国在日特命全権大使、外国人） |
| 2020年（令和2年）  | 11月20日 | - ボリスラフ・コストフ（ブルガリア共和国在日特命全権大使、外国人） |
| 2020年（令和2年）  | 12月4日  | - マルタ・リディア・セラヤンディア・シスネロス（エルサルバドル共和国在日特命全権大使、外国人） |
| 2020年（令和2年）  | 12月27日 | - 羽田雄一郎（国土交通大臣）※ |
| 2021年（令和3年）  | 1月8日   | - アラン・クラウディオ・ベロー（アルゼンチン在日特命全権大使、外国人） - 南官杓（大韓民国在日特命全権大使、外国人） |
| 2021年（令和3年）  | 2月19日  | - フリオ・フィオル（チリ在日特命全権大使、外国人） |
| 2021年（令和3年）  | 3月30日  | - フィリップ・スコット・デービッドソン（アメリカ合衆国インド太平洋軍司令官、外国人） |
| 2021年（令和3年）  | 4月29日  | - 勝俣宣夫（丸紅相談役） - 横倉義武（日本医師会会長） - ジェームズ・クラッパー（アメリカ合衆国国家情報長官、外国人） - デビッド・ゴールドフィン（アメリカ合衆国空軍参謀総長、外国人） - フランシス・ガリ（世界知的所有権機関事務局長、外国人） - ジュリア・ギラード（オーストラリア首相、外国人） - ドナルド・トゥスク（ポーランド首相、欧州理事会議長、外国人） - ダンザン・ルンデージャンツァン（モンゴル国家大会議議長、外国人） - ハーニ・ムルキー（ヨルダン首相兼国防大臣、外国人） |
| 2021年（令和3年）  | 5月3日   | - 永易克典（三菱東京UFJ銀行相談役）※ |
| 2021年（令和3年）  | 5月11日  | - ハロルド・ウィンストン・フォルサイト（ペルー特命全権大使、外国人） |
| 2021年（令和3年）  | 6月27日  | - 中西宏明（日本経済団体連合会会長、日立製作所相談役）※ |
| 2021年（令和3年）  | 8月10日  | - ケビン・ブルース・シュナイダー（在日アメリカ合衆国軍司令官、外国人） |
| 2021年（令和3年）  | 9月17日  | - 竹下亘（復興大臣）※ |
| 2021年（令和3年）  | 11月3日  | - 畔柳信雄（三菱東京UFJ銀行頭取） - 高橋宏明（東北電力社長） - キャロライン・ケネディ（駐日アメリカ合衆国大使、外国人） - アントニオ・タイヤーニ（欧州議会議長、外国人） - サディク・サファエフ（ウズベキスタン外務大臣、外国人） - イエスケ・K・イエシ（ミクロネシア外務大臣、外国人） - 王金平（台日交流聯誼会名誉会長、外国人） |
| 2021年（令和3年）  | 12月10日 | - コンスタンティン・カキュシス（駐日ギリシャ大使、外国人） |
| 2022年（令和4年）  | 1月28日  | - フランシスコ・マヌエル・ダ・フォンセカ・シャヴィエル・エステヴェス（駐日ポルトガル大使、外国人） |
| 2022年（令和4年）  | 2月2日   | - 内山齊（読売新聞グループ本社社長、日本新聞協会会長）※ |
| 2022年（令和4年）  | 4月29日  | - 荒井聰（国家戦略担当大臣） - 鴨下一郎（環境大臣） - 杉田和博（内閣官房副長官） - 鈴木茂晴（大和証券社長） - 竹本直一（IT政策担当大臣） - 田中直紀（防衛大臣） - 田中眞紀子（文部科学大臣、外務大臣） - 谷畑孝（厚生労働副大臣） - 野田毅（自治大臣、経済企画庁長官、建設大臣） - 林景一（最高裁判所判事） - 山本公一（環境大臣） - ジョン・ビクター・ルース（駐日アメリカ合衆国大使、外国人） - ムハンマド・ユスフ・カッラ（インドネシア副大統領、外国人） - アンソニー・ジョン・アボット（オーストラリア首相、外国人） - ユーセフ・ビン・アラウィ・ビン・ アブダッラー・アル・イブラヒーム（オマーン国外務大臣、外国人） - モハメド・ガンヌーシ（チュニジア首相、外国人） - ディーター・ケンプフ（ドイツ産業連盟（BDI）会長、外国人） - マニュエル・バンバ・ビリヤール・ ジュニア（フィリピン上院議長、外国人） - ベルナール・ラパセ（フランス・ワールドラグビー会長、外国人） - アステリオ・R・タケシー（ミクロネシア連邦外務大臣、外国人） - プムズィレ・ムランボ＝ヌクカ（南アフリカ共和国副大統領、国連女性機関事務局長、外国人） |
| 2022年（令和4年）  | 6月14日  | - サンティアゴ・フェルナンド・デ・ヘスス・パルド・サルゲロ（駐日コロンビア大使、外国人） |
| 2022年（令和4年）  | 6月28日  | - エドゥアルド・パエス・サボイア（駐日ブラジル大使、外国人） |
| 2022年（令和4年）  | 7月26日  | - ペッカ・エイナリ・オルパナ（駐日フィンランド大使、外国人） - エクトル・アレハンドロ・パルマ・セルナ（駐日ホンジュラス大使、外国人） |
| 2022年（令和4年）  | 11月3日  | - 小川敏夫（参議院副議長、法務大臣） - 郡司彰（参議院副議長、農林水産大臣） - 小池裕（最高裁判所判事） - 三浦惺（NTT社長） - 水落敏栄（日本遺族会会長、文部科学副大臣） - 宮崎裕子（最高裁判所判事） - トーマス・E・ドニロン（アメリカ合衆国国家安全保障担当大統領補佐官、外国人） - ヘンリエッタ・フォア（国連児童基金事務局長、外国人） - マアスーメ・エブテカール（イラン副大統領兼環境庁長官、外国人） - ヘマント・クリシャン・シン（駐日インド大使、外国人） - アクバル・タンジュン（インドネシア国会議長、外国人） - アジズ・アブドゥカハーロヴィチ・ アブドゥハキーモフ（ウズベキスタン副首相兼観光・スポーツ大臣、外国人） - ジェリコ・ライネル（クロアチア議会議長、外国人） - マルタ・ルシア・ラミレス・ブランコ（コロンビア副大統領兼外務大臣、外国人） - ミロスラヴ・ライチャーク（西バルカン担当EU特別代表、スロバキア副首相兼外務大臣、外国人） - アルバート・デル・ロサリオ（フィリピン外務大臣、外国人） - カルロス・G・ドミンゲス三世（フィリピン財務大臣、外国人） - クリス・ペーテルス（ベルギー連邦政府副首相、外国人） - パーニー・ヤートートゥ（ラオス国民議会議長、外国人） |
| 2022年（令和4年）  | 11月18日 | - クリストバル・アダルベルト・エレラ・ドゥボン（駐日グアテマラ大使、外国人） |
| 2023年（令和5年）  | 3月17日  | - マーク・アレクサンダー・ミリー（アメリカ合衆国統合参謀本部議長、外国人） |
| 2023年（令和5年）  | 4月25日  | - ジェイムス・C・マッコンビル（アメリカ合衆国陸軍参謀総長、外国人） |
| 2023年（令和5年）  | 4月29日  | - 岡田卓也（ジャスコ社長、日本チェーンストア協会会長） - 池上政幸（最高裁判所判事） - 木澤克之（最高裁判所判事） - 古賀信行（野村ホールディングス社長、日本経済団体連合会副会長） - 廣瀨道明（東京瓦斯社長） - ジョン・W・レイモンド（アメリカ合衆国宇宙軍作戦部長 兼宇宙コマンド司令官、空軍宇宙コマンド司令官、外国人） - アムル・ムーサ（エジプト外務大臣、外国人） - ジャン・クレティエン（カナダ首相、外国人） - デイビッド・マローン （国際連合大学学長、外国人） - ハムロホン・ザリフィ（タジキスタン外務大臣、駐日タジキスタン大使、外国人） - アルベルト・G・ロムロ（フィリピン外務大臣、外国人） - エルワン・ハジ・モハマド・ユソフ（ブルネイ第二外務大臣、外国人） |
| 2023年（令和5年）  | 6月11日  | - 青木幹雄（内閣官房長官）※ |
| 2023年（令和5年）  | 6月27日  | - インガ・マーリエ・ヴァイドマン・ニーハマル（駐日ノルウェー全権大使、外国人） - ロクサーヌ・ドゥ＝ビルデルリング（駐日ベルギー全権大使、外国人） |
| 2023年（令和5年）  | 7月14日  | - ペーター・ファン・デル・フリート （駐日オランダ全権大使、外国人） - マイケル・マーティン・ギルディ（アメリカ合衆国海軍作戦部長、外国人） |
| 2023年（令和5年）  | 9月22日  | - 姜昌一 （駐日韓国全権大使、外国人） - レオ・ボッカルディ （駐日バチカン市国全権大使、外国人） |
| 2023年（令和5年）  | 11月3日  | - 飯島彰己（三井物産社長） - 井戸敏三（兵庫県知事） - 尾崎裕（大阪ガス会長） - 片山虎之助（総務大臣） - 金子原二郎（農林水産大臣） - 川﨑二郎（厚生労働大臣） - 佐田玄一郎（行政改革担当大臣） - 谷本正憲（石川県知事） - 中川雅治（環境大臣） - 中山成彬（文部科学大臣） - 西川公也（農林水産大臣） - 鉢呂吉雄（経済産業大臣） - 原田義昭（環境大臣） - 渡辺喜美（行政改革担当大臣） - トーマス・アンドリュー・ダシュル（アメリカ合衆国上院内総務、外国人） - ヌル・ハッサン・ウィルユダ（インドネシア外務大臣、外国人） - アブドゥラジズ・ハフィゾヴィチ・カミーロフ（ウズベキスタン外務大臣、外国人） - ペーター・マウラー（赤十字国際委員会総裁、外国人） - グエン・ティ・キム・ガン（ベトナム国会議長、労働・傷病兵・社会問題大臣、外国人） |
| 2023年（令和5年）  | 11月28日 | - シントン・ラーピセートパン（駐日タイ王国特命全権大使、外国人） |
| 2024年（令和6年）  | 3月15日  | - ディミトリオス・カラミツォス＝ジラス（駐日ギリシャ特命全権大使、外国人） |
| 2024年（令和6年）  | 4月16日  | - ジョン・クリストファー・アクイリノ（アメリカ合衆国インド太平洋軍司令官、外国人） |
| 2024年（令和6年）  | 4月29日  | - 石井隆一（富山県知事） - 菅野博之（最高裁判所判事） - 清野智（東日本旅客鉄道社長） - 佃和夫（三菱重工業社長） - 富田茂之（財務副大臣） - 平野博文（内閣官房長官、文部科学大臣） - 三村明夫（日本商工会議所会頭、新日本製鐵会長） - 森田富治郎（第一生命保険社長） - ケネス・エス・ウィルズバック（アメリカ合衆国太平洋空軍司令官、外国人） - ウェンディ・ルース・シャーマン（アメリカ合衆国国務副長官、外国人） - シディ・アフメド・ゴザリ（アルジェリア首相、外国人） - ディーパ・ゴパラン・ワドワ（駐日インド特命全権大使、外国人） - ジュリー・イザベル・ビショップ（オーストラリア外務大臣、外国人） - ラルフ・エベラード・ゴンザルベス（セントビンセント・グレナディーン首相、外国人） - ムスタパ・ビン・モハメド（マレーシア首相府大臣、外国人） - リディ・ポルファー（ルクセンブルク副首相、外国人） |
| 2024年（令和6年）  | 7月12日  | - ペールエリック・ヘーグベリ（駐日スウェーデン特命全権大使、外国人） |
| 2024年（令和6年）  | 8月15日  | - エリザベート・ベルタニョーリ（駐日オーストリア特命全権大使、外国人） - カルロス・アルベルト・ペレ・アギーレ（駐日パナマ特命全権大使、外国人） |
| 2024年（令和6年）  | 11月3日  | - 小澤鋭仁（環境大臣） - 古賀伸明（日本労働組合総連合会会長） - ポール・ナカソネ（アメリカサイバー軍司令官、アメリカ国家安全保障局長官、外国人） - ラーシド・アブダッラー・アル・ヌアイミ（アラブ首長国連邦外務大臣、外国人） - クリストファー・パッテン（オックスフォード大学総長、イギリス香港総督、外国人） - リカルド・カブリサス・ルイス（キューバ副首相、外国人） - カトリーヌ・コロナ（フランス欧州・外務大臣、外国人） |
| 2024年（令和6年）  | 11月15日 | - ピーター・タクソ＝イェンセン（駐日デンマーク特命全権大使、外国人） |
| 2025年（令和7年）  | 1月24日  | - 中西績介（総務庁長官、社会民主党副党首）※ |
| 2025年（令和7年）  | 2月7日   | - リーナ・マドゥハール・ハッサン・アンナーブ（駐日ヨルダン特命全権大使、外国人） |
| 2025年（令和7年）  | 4月29日  | - 甘利明（経済産業大臣、労働大臣） - 荒井正吾（奈良県知事、外務大臣政務官、海上保安庁長官） - 江﨑鐡磨（沖縄・北方対策担当大臣） - 奥野信亮（法務副大臣） - 金田勝年（法務大臣、主計官） - 櫻田義孝（東京オリンピック・パラリンピック担当大臣） - 長嶺安政（最高裁判所判事、駐大韓民国特命全権大使、駐英国特命全権大使） - 中村邦晴（住友商事社長） - 松本純（国家公安委員会委員長） - 武藤勝彦（「横光克彦」、環境副大臣、俳優） - 山口厚（最高裁判所判事） - 山田啓二（京都府知事） - ウィリアム・フランシス・ハガティ四世（駐日アメリカ合衆国大使、外国人） - リッキー・ラップ（在日アメリカ合衆国軍司令官兼第5空軍司令官、外国人） - ラデン・モハマド・マルティ・ムリアナ・ナタレガワ（インドネシア外務大臣、外国人） - ウィリアム・ブラックレッジ・ボーモント（ワールドラグビー会長、外国人） - アフマド・アブルゲイト（エジプト外務大臣、アラブ連盟事務総長、外国人） - ソパラ・チア（カンボジア副首相兼国土整備・都市計画・建設大臣、外国人） - リー・シェンロン（シンガポール首相、外国人） - トーマス・バッハ（国際オリンピック委員会会長、外国人） - イェンス・ストルテンベルグ（北大西洋条約機構事務総長、ノルウェー首相、外国人） - アンドリュー・ジョージ・ウイリアム・パーソンズ（国際パラリンピック委員会会長、外国人） - ホルヘ・カルロス・ラミレス・マリン（メキシコ連邦議会下院議長、外国人） - ソーンサイ・シーパンドン（ラオス首相、外国人） |
| 2025年（令和7年）  | 6月24日  | - ロバート・ミキイ・タカタ・ピメンテル（元駐日ドミニカ共和国特命全権大使、外国人） |